# Newcastle (Oklahoma)
Newcastle es una ciudad ubicada en el condado de McClain en el estado estadounidense de Oklahoma. En el año 2010 tenía una población de 		7685 habitantes y una densidad poblacional de 56,05 personas por km².

## Geografía
Newcastle se encuentra ubicada en las coordenadas 35°14′50.82″N 97°36′.22″O / 35.2474500, -97.6000611 (35.145082, -97.360022).

## Demografía
Según la Oficina del Censo en 2000 los ingresos medios por hogar en la localidad eran de $50,903 y los ingresos medios por familia eran $34,519. Los hombres tenían unos ingresos medios de $36,909  frente a los $22,240 para las mujeres. La renta per cápita para la localidad era de $22,532. Alrededor del 4.8% de la población estaban por debajo del umbral de pobreza.